# شمعیا (پیامبر)

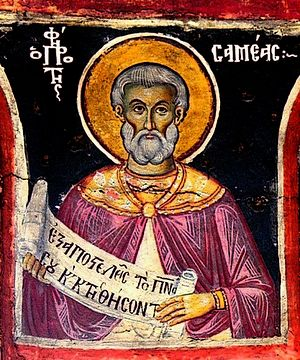
نماد یونانی ارتدکس از حضرت شمعیا

شمعیا (عبری: שְׁמַעְיָה‎) در هفتادگانی) یک پیامبر در سلطنت رحبعام بود (کتاب‌های پادشاهان ۱۲:۲۲–۲۴). او در تقویم عبادی کلیسای ارتدکس

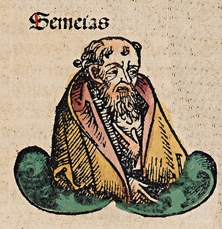
شمعیا در تواریخ نورنبرگ (۱۴۹۳) به تصویر کشیده شده‌است.

شرقی در ۸ ژانویه به عنوان یک قدیس مورد احترام است.